# Río Suerte
Río Suerte (también conocido como Caño de La Suerte o Río La Suerte) es un río de Costa Rica. Se sitúa en la provincia de Limón, en el cantón de Pococí.
Fluye a través de la selva baja del Caribe y las plantaciones agrícolas, se une con el río Tortuguero, que fluye a través de los canales del parque nacional Tortuguero, desembocando en el mar Caribe.
El Río obtiene el nombre en el año 1901, durante varias expediciones en el Caribe.[cita requerida]
Las zonas pobladas más cercanas a este río quedan a más de 50 Kilómetros de la cuenca.

## Curso

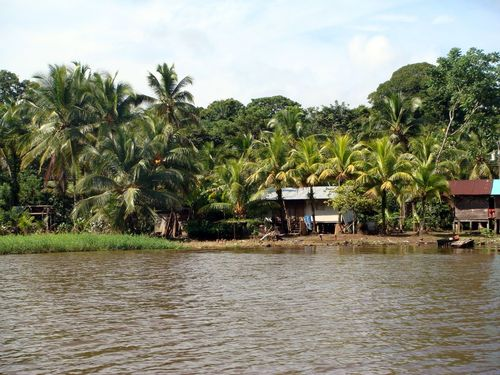
El Río Suerte a su paso por Tortuguero

Muy cerca de su nacimiento se encuentra el Río Delta que desemboca en este río, luego de recorrer más de 12 Kilómetros este Río entra al parque nacional Tortuguero donde es completamente navegable hasta su convergencia  con el Río Colorado.

## Pueblos Cercanos
El pueblo más cercano es Colorado que está a menos de 34 km al norte y Caño Negro de Siquirres que se encuentra a 52 km al sureste.[cita requerida]